# Chambon (Charente Marittima)
Chambon è un comune francese di 905 abitanti situato nel dipartimento della Charente Marittima nella regione della Nuova Aquitania.

## Società

### Evoluzione demografica
Abitanti censiti